# Stanisław Sumiński
Stanisław Michał Sumiński (ur. 8 maja 1891 w Bolesławiu, zm. 11 marca 1943 w Lublinie – obozie koncentracyjnym na Majdanku) – polski zoolog, entomolog, herpetolog.

## Życiorys
Po ukończeniu warszawskiego gimnazjum Emiliana Konopczyńskiego wyjechał do Krakowa, gdzie studiował nauki przyrodnicze na Wydziale Filozoficznym Uniwersytetu Jagiellońskiego. Od 1913 był asystentem w kierowanej przez Henryka Hoyera Katedrze Anatomii Porównawczej, w 1914 ukończył studia, a dwa lata później ponownie wyjechał do Warszawy, gdzie otrzymał etat asystenta prof. Jana Tura w Pracowni Zoologicznej Towarzystwa Naukowego Warszawskiego. Od 1917 był nauczycielem przyrody w warszawskich gimnazjach, w 1918 rozpoczął współpracę z Komisją Fizjograficzną Towarzystwa Naukowego Warszawskiego, rok później uzyskał tytuł doktora nauk. W 1920 został współpracownikiem Instytutu im. Nenckiego, wstąpił też do Ligi Morskiej i Kolonialnej, a od 1924 był członkiem Polskiej Akademii Umiejętności. W 1930 otrzymał propozycję poprowadzenia na antenie radiowej pogadanek dotyczących przyrody o charakterze popularnonaukowym, jego gawędy spotkały się z życzliwym odbiorem i sympatią słuchaczy, którzy masowo słuchali prowadzonych przez Stanisława Sumińskiego audycji. Przez dziewięć lat poprowadził ich ponad pięćset, tematy często podsuwali słuchacze pisząc do przyrodnika setki listów. Po wybuchu II wojny światowej zaangażował się w tajne nauczanie, po aresztowaniu został uwięziony na Pawiaku, a następnie w obozie koncentracyjnym na Majdanku, gdzie zmarł 11 marca 1943.

## Dorobek naukowy
Stanisław Sumiński prowadził badania nad ważkami (Odonata) i prostoskrzydłymi (Orthoptera), ich owocem jest kilkadziesiąt publikacji o charakterze naukowym i popularnonaukowym. Za najważniejsze uznaje się „Materiały do fauny ważek (Odonata) ziem polskich” i „Podręcznik biologii”. Razem z Szymonem Tenenbaumem opublikował „Przewodnik zoologiczny po okolicach Warszawy”.
25 marca 1938 został odznaczony Złotym Krzyżem Zasługi „za zasługi na polu rozwoju Ligi Morskiej i Kolonialnej”.
Jego synem był Michał Sumiński.